# Pseudohistòria
La Pseudohistòria és una branca de la pseudociència caracteritzada per estudis que es presenten com a treballs d'història però que, en realitat, no segueixen pas les convencions i normes historiogràfiques ni tampoc el mètode científic. Generalment, es classifiquen com a pseudohistòria estudis que defensen idees controvertides que es basen en especulacions amb proves no gaire fiables, sobretot si pretenen legitimar algun objectiu ideològic de tipus polític, nacional o religiós.
Quan una obra té un propòsit polític, religiós o ideològic manifest sense caire objectiu, pot ser un símptoma de pseudohistòria, tot i que roman difícil distingir in historiografia oficial biaixada i pseudohistòria. Qualsevol estudi historiogràfic té un tamís subjectiu quasi inevitable, però el pseudohistòriadors rebutgen el mètode científic.

## La «criptohistòria» segons Goodrick-Clarke
En la seva obra The Occult Roots of Nazism («Els arrels ocultistes del nazisme») (1985), l'historiador Nicholas Goodrick-Clarke hi estudia l'ariosofia, un moviment esotèric i ocultista molt viu a Alemanya i Àustria, durant el període 1890-1930. Les idees de l'arisosofia semblaven a les del nazisme en qüestions cabdals com ara el racisme. Tanmateix, els únics casos reals d'influència de l'ariosofia en el moviment nazi que Goodrick-Clarke considera provats són els de Rudolf von Sebottendorf i la Societat Thule i el de Karl Maria Wiligut.
Goodrick-Clarke descriu com la mitologia pseudohistòrica vigent sobre un suposat ocultisme nazi es basa en una pura i simple exageració de l'impacte de la Societat Thule i d'altres de semblants durant el Tercer Reich. Ací entra la definició de «criptohistòria»: basar les explicacions en l'actuació d'una mena d'agent que s'ha mantingut ocult als estudiosos que, anteriorment, han investigat el tema. A l'«Apèndix E» del seu llibre The Occult Roots of Nazism Goodrick-Clarke diu que se sol tractar «d'obres sensacionalistes, no basades en investigació, que presenten sempre en comú la ignorància de les fonts primàries i la repetició d'afirmacions incorrectes per cada nouvingut al gènere fins que, així, ha arribat a haver-hi una abundant literatura, basada en «fets» espuris sobre la poderosa Societat Thule, els vincles dels nazis amb l'Orient i la iniciació de Hitler en l'ocultisme». La qual cosa es mostren els dos elements característics de la criptohistòria: ignoren les fonts primàries i repeteixen afirmacions incorrectes sense referenciar-les.

## El concepte de Douglas Allchin
En un camp concret com és de la història de la ciència, Douglas Allchin enuncia aquestes característiques com a pròpies de la pseudohistòria:
- Presentar una visió romàntica de l'activitat científica, cosa que porta a caracteritzar els científics com a persones perfectes sense cap defecte ni mancança
- Centrar-se en grans descobertes dutes a terme individualment
- Caure en el mite de l'"Eureka"
- Estudiar només experiments "crucials"
- Mostrar una actitud determinista que faci creure en fets inevitables
- Recórrer a la retòrica de la confrontació entre veritat i ignorància
- No estudiar els errors
- Interpretació deficient de les proves
- Simplificació i idealització
- Conclusions amb biaix ideològic
- Acceptació acrítica de nous conceptes
- Errors de context per no tenir en compte tota una sèrie de qüestions socials o culturals, de contingències humanes, d'idees antecedents o d'idees alternatives.

## Exemples de pseudohistòria
- El llibre d'Immanuel Velikovsky Worlds in Collision.[6]
- La historiografia castellanocentrista que veu els altres pobles històrics de la península ibèrica com a secundaris.[7]
- La confusió deliberada o accidental, per part de la pseudohistòria espanyolista, dels conceptes Corona d'Aragó i Regne d'Aragó, sovint emprada per obviar el caràcter de monarquia composta de la Corona i com a argument per a la minimització o negació de l'existència del Principat de Catalunya com a entitat política en igualtat de condicions institucionals amb els altres regnes ibèrics d'aquesta (Aragó i València).[1]
- Lluís Companys, d'afusellat pel nazisme, a ser acusat d'assassí, víctima de la pseudohistòria espanyolista.[8]
- Les teories sobre Nova Cronologia enunciades per Anatoly Timofeevich Fomenko.[9]
- El llibre d'Heribert Illig Phantom time hypothesis.[10]
- El tema del Priorat de Sió tractat en obres com ara L'Enigma sagrat escrit per Michael Baigent, Richard Leigh i Henry Lincoln, el qual presenta conjectures que Jesucrist podria haver-se casat amb Maria Magdalena, la qual, posteriorment, va establir-se a França on va donar origen a la nissaga dels reis merovingis.[11]
- La negació de l'Holocaust, defensada per escriptors com ara David Irving en opinió del qual l'Holocaust no va existir o bé se n'ha exagerat la importància.[12]
- El llibre de Gavin Menzies1421: The Year China Discovered the World segons el qual el 1421, mariners xinesos aconseguiren arribar a Amèrica.[13]
- Les obres de David Barton i d'altres segons qui els Estats Units d'Amèrica es fundaren sobre la base del cristianisme.[14][15][16][17]
- Algunes idees afrocentristes com ara els suposats contactes entre l'Àfrica i Amèrica en època precolombina[18][19]
- Les teories del continent perdut de Lemúria.[20]
- Els Protocols dels Savis de Sió, els pretesos estatuts d'una suposada organització jueva que pretenia dominar el món.[21]
- La teoria de Les Dues Babilònies, segons la qual el catolicisme no és pas res més que una continuació del paganisme babilònic.[22]
- La teoria vèneta segons la qual els habitants de l'Europa Central, la Itàlia del Nord i parts de Suïssa eren un poble de llengua proto-eslava anomenat venets, del qual els eslovens i els eslaus occidentals són els descendents directes.[23]
- La Teoria de la Correlació d'Orió de Robert Bauval, que pretén que les tres piràmides del desert de Guiza representen el cinturó de la constel·lació d'Orió.[24]
- El Blaverisme, que pretén presentar el valencià com una llengua romànica formada independentment del català.[25]
- Les teories dels membres de l'Institut Nova Història, que defenen una teoria de la conspiració de la historiografia espanyola per robar protagonisme a gestes històriques de catalans. Atribueixen, entre d'altres, un origen català a Cristòfol Colom, Miguel de Cervantes, Miguel Servet, el Lazarillo de Tormes i fins i tot Leonardo da Vinci. La comunitat acadèmica no dona suport a aquestes teories.[26][7]